# Zabójca z nędzy
Zabójca z nędcy (auch Idiota) ist ein   Stummfilm von 1911. Er ist einer frühesten bekannten jiddischen Spielfilme, Regisseur war Abraham Kamiński aus Warschau.

## Handlung
Ein Armer ermordet einen Reichen, der ihn in Bedrängnis brachte. Er führt dessen Leben im Reichtum, wird aber eines Tages doch zur Rechenschaft gezogen.

## Hintergründe
Dieser Film ist der erste bekannte Spielfilm des Theaterregisseurs. Abraham Kamiński und einer der ersten des neuen Filmstudios Siła in Warschau. Die Schauspieler kamen wahrscheinlich  aus Kamińskis jiddischen Theater, für die Handlung gab es möglicherweise eine literarische Vorlage, (wie bei jiddischen Filmen in dieser Zeit meist üblich).
Der Film wurde Ende 1911 in Warschau uraufgeführt. Danach drehte Abraham Kamiński noch zehn weitere Spielfilme, immer mit seinen Theaterschauspielern.
Der Film ist nicht erhalten.